# 梅卢尔
梅卢尔（Melur），是印度泰米尔纳德邦Madurai县的一个城镇。总人口33743（2001年）。

## 人口
该地2001年总人口33743人，其中男性17200人，女性16543人；0—6岁人口3853人，其中男2015人，女1838人；识字率76.72%，其中男性为82.67%，女性为70.53%。